# Wyszesława
Wyszesława, Wysława – staropolskie imię żeńskie, złożone z dwóch członów: Wy(sze)- („wyższa, ceniona ponad wszystko, stawiana ponad innymi”) i -sława („sława”). Może więc oznaczać „ceniąca sławę ponad wszystko”.
Wyszesława imieniny obchodzi 11 lipca.
Znane osoby noszące imię Wyszesława:
- Wyszesława Światosławówna – rzekoma żona Bolesława II Śmiałego, pojawiająca się w kronice Jana Długosza